# IC 455
IC 455 — галактика типу S0 (спіральна галактика) у сузір'ї Цефей.
Цей об'єкт міститься в оригінальній редакції індексного каталогу.